# Jan Valchář
Jan Valchář (1867–1926) byl učitel v Kožlí a později řídící učitel v Bojišti u Ledče nad Sázavou, historik, konservátor památkové péče v okresu Ledeč nad Sázavou. Byl spoluzakladatelem městského muzea v Ledči.

## Spisy
- 1912 Ledečsko a Dolnokralovicko
- SOUKUP, Josef; VALCHÁŘ, Jan. Soupis památek historických a uměleckých v politickém okresu ledečském. Příprava vydání Jan Sommer, Kristina Uhlíková. Praha: Artefactum, 2010. 239 s. ISBN 978-80-86890-28-9.